# Oleacinidae
Famille
Les Oleacinidae sont une famille de mollusques gastéropodes terrestres, à distribution cosmopolite, qui compte une vingtaine de genres. Cette famille a été créée par Peter Friedrich Röding (1767-1846) en 1798.
Présente dans le monde entier, elle est particulièrement fréquente dans les régions tropicales et subtropicales. Quelques espèces se trouvent aussi dans la région méditerranéenne. Ces escargots sont prédateurs d'autres escargots. La proie est capturée avec leur pied et le corps de la victime est ensuite digéré avec des glandes du pied. La proie est mangée à l'aide de la radula. Certains petits escargots dévorent tout ou mordent les gros morceaux du corps mou.

## Classification
Selon uBio
- Oleacininae
  - Oleacina L. Pfeiffer, 1857
    - Oleacina guadeloupensis Pfeiffer, 1856

  - Flavoleacina Pilsbry, 1908
  - Laevoleacina Pilsbry, 1907
  - Oryzosoma Pilsbry, 1891
  - Plicoleacina Pilsbry & Vanatta, 1928
  - Rectoleacina Pilsbry, 1907
  - Spirobulla Ancey, 1881
  - Strebelia Crosse & Fischer, 1868
- Varicellinae
  - Boriquena Baker, 1941
  - Glandinella Pfeiffer, 1878
  - Laevaricella Pilsbry, 1907
  - Melaniella Pfeiffer, 1857
  - Sigmataxis Pilsbry, 1907
  - Vagavarix Baker, 1941
  - Varicella Pfeiffer, 1856
  - Varicellaria Pilsbry, 1907
  - Varicellidea Pilsbry, 1907
  - Varicellina Pilsbry, 1907
  - Varicellopsis Pilsbry, 1907
  - Varicelluna Pilsbry, 1907